# Right Guard
Right Guard—американський виробник чоловічої косметики, в основному це продукція, дезодоранти, і гелі для душу. Компанія належить, марці, Henkel, сама фірма Right Guard, була заснована в 1960, році. Це друга за величиною фірма, по продажу, чоловічого дезодоранту, в США.

## Заснування
Фірма була заснована в 1960, році компанією Gillette, це був випущений перший, дезодорант, в категорії аерозолю. Потім компанія Procter & Gamble, викуповує Gillette, в 2005, році, потім марка, Right Guard, була продана, фірмі, Dial в 2006, році, це є дочірна компанія Henkel. Сама марка дезодоранта була популярна серед, любителів спорту, і сам бренд популярно рекламувався в кінці 1980-х, на початку 1990-х, років.